# Johan Turi

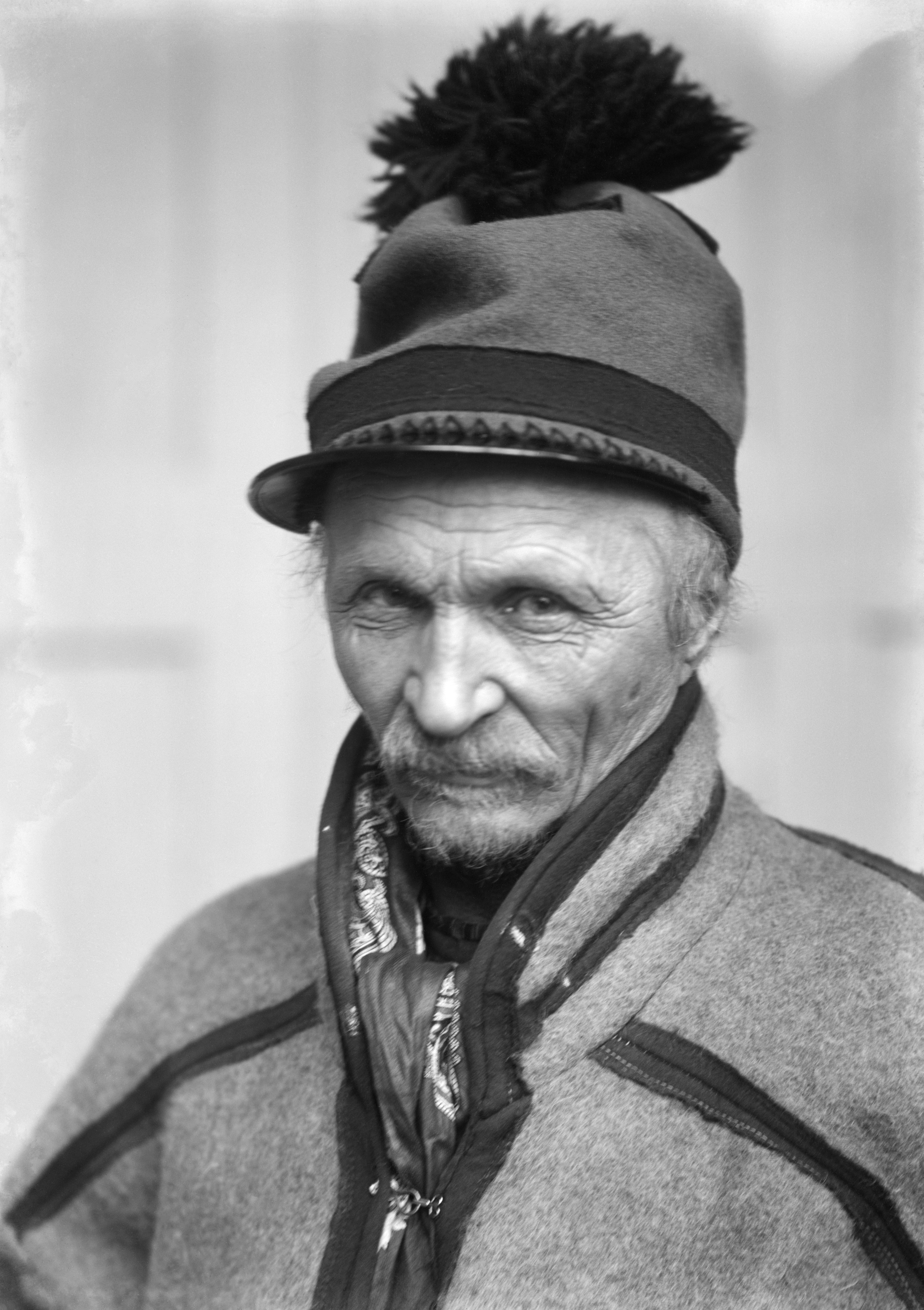
Johan Turi.

Johan Turi, Johan Tuuri o Johan Thuri (1854–1936) escritor sueco lapón. Su primer libro, Muitalus sámiid birra versa sobre la vida de los reneros de principios del siglo XX. El libro se tradujo al sueco, al danés, al inglés, al francés y al alemán. 

## Obra
- 1910: Muitalus sámiid birra
- 1920: Sámi deavsttat – samiska texter
- 1931: Duoddaris – från fjället

- Datos: Q600998
- Multimedia: Johan Turi / Q600998